# كولورادو كلاسيك 2017
كولورادو كلاسيك 2017 (بالإنجليزية: 2017 Colorado Classic)‏ هو سباق دراجات هوائية، وهو الموسم رقم 1 من السباق، وأقيم في 13 أغسطس 2017، وامتدّ لمسافة 503.5 كيلومتر، وهو أحد سباقات طواف أمريكا للدراجات 2017، وقد شارك في السباق 95 متسابقاً ووصل إلى نهايته 84 متسابقاً.
فاز فيه بالمركز الأول Manuel Senni ‏، وبالمركز الثاني سيرجي تفيتكوف، وبالمركز الثالث اليكس هوز، والفائز في ترتيب التسلق  ترافيس ماكابي، والفائز حسب ترتيب النقاط للشباب  جوناتان نارفيز، والفائز حسب ترتيب النقاط للشباب  جوناتان نارفيز، والفائز حسب ترتيب النقاط سيرجي تفيتكوف، والفائز في تصنيف القتال Fabio Calabria ‏، والفريق الفائز في ترتيب الفرق كانونديل دراباك 2017.

## الفرق
| فرق عالمية (4)- Cannondale-Drapac - UAE Team Emirates - Trek-Segafredo - BMC Racing Team فرق قارية محترفة (5)- UnitedHealthcare Pro Cycling (men's team) ‏ - كاجا رورال-سيغوروس 2017 ‏ - نيبو-فيني فانتيني 2017 ‏ - Israel Cycling Academy - نوفو نورديسك 2017 ‏ فرق قارية (6)- Wildlife Generation Pro Cycling ‏ - Hincapie–Leomo p/b BMC ‏ - رالي - Silber Pro Cycling Team ‏ - Hagens Berman Jayco ‏ - Elevate–Webiplex Pro Cycling ‏ فريق وطني- فريق رواندا لركوب الدراجات للرجال 2017‏ |  |
| |  |

## المراحل
| قائمة المراحل | قائمة المراحل | قائمة المراحل                       | قائمة المراحل      | قائمة المراحل | قائمة المراحل   | قائمة المراحل     |
| المرحلة       | التاريخ       | الدورة                              |                    | المسافة (كم)  | الفائز بالمرحلة | القائد العام      |
| ------------- | ------------- | ----------------------------------- | ------------------ | ------------- | --------------- | ----------------- |
| 1             | 10 أغسطس      | كولورادو سبرينغس – كولورادو سبرينغس | مرحلة جبلية        | 150٫4         | جون ميرفي       | جون ميرفي         |
| 3             | 12 أغسطس      | دنفر – دنفر                         | مرحلة جبلية        | 130           | سيرجي تفيتكوف   | Manuel Senni ‏     |
| 2             | 11 أغسطس      | بريكنريدج – بريكنريدج               | مرحلة جبلية متوسطة | 103           | اليكس هوز       | Taylor Eisenhart ‏ |
| 4             | 13 أغسطس      | دنفر – دنفر                         | مرحلة جبلية        | 120٫1         | ميكيل ريم       | Manuel Senni ‏     |

## النتيجة

### مرحلة 1
هي مرحلة جبلية، أجريت في 10 أغسطس 2017 فاز بالمرحلة جون ميرفي، ومتصدر الترتيب العام في نهاية المرحلة جون ميرفي.
| التصنيف العام | التصنيف العام         | التصنيف العام    | التصنيف العام                 | التصنيف العام     |  |
| الدراج        | الدراج                | البلد            | الفريق                        | الوقت             |  |
| ------------- | --------------------- | ---------------- | ----------------------------- | ----------------- |  |
| 1.            | جون ميرفي             | الولايات المتحدة | Holowesko Citadel Racing Team | 3 س 33 دقيقة 20 ث |  |
| 2.            | ترافيس ماكابي         | الولايات المتحدة | UnitedHealthcare              | + 0 ث             |  |
| 3.            | لوغان أوين            | الولايات المتحدة | Axeon-Hagens Berman           | + 0 ث             |  |
| 4.            | أنطونيو مولينا (دراج) | إسبانيا          | Caja Rural-Seguros RGA        | + 0 ث             |  |
| 5.            | ماركو كانولا          | إيطاليا          | Nippo-Vini Fantini            | + 0 ث             |  |
| 6.            | Kiel Reijnen ‏         | الولايات المتحدة | تريك سيغافريدو                | + 0 ث             |  |
| 7.            | ميكيل ريم             | إستونيا          | Israel Cycling Academy        | + 0 ث             |  |
| 8.            | اليكس هوز             | الولايات المتحدة | كانونديل دراباك               | + 0 ث             |  |
| 9.            | كولن جويس             | الولايات المتحدة | رالي                          | + 0 ث             |  |
| 10.           | Christopher Blevins ‏  | الولايات المتحدة | Axeon-Hagens Berman           | + 0 ث             |  |

### مرحلة 2
هي مرحلة جبلية متوسطة، أجريت في 11 أغسطس 2017 فاز بالمرحلة اليكس هوز، ومتصدر الترتيب العام في نهاية المرحلة Taylor Eisenhart ‏.
| التصنيف العام | التصنيف العام             | التصنيف العام    | التصنيف العام                 | التصنيف العام     |  |
| الدراج        | الدراج                    | البلد            | الفريق                        | الوقت             |  |
| ------------- | ------------------------- | ---------------- | ----------------------------- | ----------------- |  |
| 1.            | Taylor Eisenhart ‏         | الولايات المتحدة | Holowesko Citadel Racing Team | 6 س 24 دقيقة 36 ث |  |
| 2.            | اليكس هوز                 | الولايات المتحدة | كانونديل دراباك               | + 0 ث             |  |
| 3.            | بيتر ستيتينا              | الولايات المتحدة | تريك سيغافريدو                | + 0 ث             |  |
| 4.            | سيب كوس                   | الولايات المتحدة | رالي                          | + 0 ث             |  |
| 5.            | Manuel Senni ‏             | إيطاليا          | بي إم سي راسينغ               | + 0 ث             |  |
| 6.            | سيرجي تفيتكوف             | رومانيا          | Jelly Belly-Maxxis            | + 0 ث             |  |
| 7.            | برنت بوكوالتر             | الولايات المتحدة | بي إم سي راسينغ               | + 1 دقيقة 45 ث    |  |
| 8.            | ميغيل أنخيل بينيتو إراولا | إسبانيا          | Caja Rural-Seguros RGA        | + 1 دقيقة 46 ث    |  |
| 9.            | ريغوبيرتو أوران           | كولومبيا         | كانونديل دراباك               | + 1 دقيقة 48 ث    |  |
| 10.           | فيجارد ستيك لاينجن        | النرويج          | فريق الإمارات                 | + 1 دقيقة 48 ث    |  |

### مرحلة 3
هي مرحلة جبلية، أجريت في 12 أغسطس 2017 فاز بالمرحلة سيرجي تفيتكوف، ومتصدر الترتيب العام في نهاية المرحلة Manuel Senni ‏.
| التصنيف العام | التصنيف العام             | التصنيف العام    | التصنيف العام                 | التصنيف العام     |  |
| الدراج        | الدراج                    | البلد            | الفريق                        | الوقت             |  |
| ------------- | ------------------------- | ---------------- | ----------------------------- | ----------------- |  |
| 1.            | Manuel Senni ‏             | إيطاليا          | بي إم سي راسينغ               | 9 س 27 دقيقة 45 ث |  |
| 2.            | سيرجي تفيتكوف             | رومانيا          | Jelly Belly-Maxxis            | + 0 ث             |  |
| 3.            | اليكس هوز                 | الولايات المتحدة | كانونديل دراباك               | + 0 ث             |  |
| 4.            | Taylor Eisenhart ‏         | الولايات المتحدة | Holowesko Citadel Racing Team | + 0 ث             |  |
| 5.            | بيتر ستيتينا              | الولايات المتحدة | تريك سيغافريدو                | + 0 ث             |  |
| 6.            | سيب كوس                   | الولايات المتحدة | رالي                          | + 1 دقيقة 05 ث    |  |
| 7.            | برنت بوكوالتر             | الولايات المتحدة | بي إم سي راسينغ               | + 2 دقيقة 16 ث    |  |
| 8.            | ميغيل أنخيل بينيتو إراولا | إسبانيا          | Caja Rural-Seguros RGA        | + 2 دقيقة 19 ث    |  |
| 9.            | فيجارد ستيك لاينجن        | النرويج          | فريق الإمارات                 | + 2 دقيقة 21 ث    |  |
| 10.           | ترافيس ماكابي             | الولايات المتحدة | UnitedHealthcare              | + 2 دقيقة 28 ث    |  |

### مرحلة 4
هي مرحلة جبلية، أجريت في 13 أغسطس 2017 فاز بالمرحلة ميكيل ريم، ومتصدر الترتيب العام في نهاية المرحلة Manuel Senni ‏.
| التصنيف العام | التصنيف العام | التصنيف العام | التصنيف العام | التصنيف العام |  |
| ------------- | ------------- | ------------- | ------------- | ------------- |  |
| الدراج        | الدراج        | البلد         | الفريق        | الوقت         |  |

## التصنيف العام النهائي
| التصنيف العام         | التصنيف العام             | التصنيف العام    | التصنيف العام                 | التصنيف العام      |
| الدراج                | الدراج                    | البلد            | الفريق                        | الوقت              |
| --------------------- | ------------------------- | ---------------- | ----------------------------- | ------------------ |
| 1.                    | Manuel Senni ‏             | إيطاليا          | بي إم سي راسينغ               | 12 س 00 دقيقة 35 ث |
| 2.                    | سيرجي تفيتكوف             | رومانيا          | Jelly Belly-Maxxis            | + 15 ث             |
| 3.                    | اليكس هوز                 | الولايات المتحدة | كانونديل دراباك               | + 31 ث             |
| 4.                    | Taylor Eisenhart ‏         | الولايات المتحدة | Holowesko Citadel Racing Team | + 33 ث             |
| 5.                    | بيتر ستيتينا              | الولايات المتحدة | تريك سيغافريدو                | + 44 ث             |
| 6.                    | سيب كوس                   | الولايات المتحدة | رالي                          | + 1 دقيقة 05 ث     |
| 7.                    | برنت بوكوالتر             | الولايات المتحدة | بي إم سي راسينغ               | + 2 دقيقة 16 ث     |
| 8.                    | ميغيل أنخيل بينيتو إراولا | إسبانيا          | Caja Rural-Seguros RGA        | + 2 دقيقة 19 ث     |
| 9.                    | فيجارد ستيك لاينجن        | النرويج          | فريق الإمارات                 | + 2 دقيقة 21 ث     |
| 10.                   | ترافيس ماكابي             | الولايات المتحدة | UnitedHealthcare              | + 2 دقيقة 22 ث     |
| مصدر: ProCyclingStats |                           |                  |                               |                    |

### تصنيف النقاط
| تصنيف النقاط          | تصنيف النقاط      | تصنيف النقاط     | تصنيف النقاط                  | تصنيف النقاط |
| الدراج                | الدراج            | البلد            | الفريق                        | الوقت        |
| --------------------- | ----------------- | ---------------- | ----------------------------- | ------------ |
| 1.                    | ترافيس ماكابي     | الولايات المتحدة | UnitedHealthcare              | 43 نقطة      |
| 2.                    | اليكس هوز         | الولايات المتحدة | كانونديل دراباك               | 28 نقطة      |
| 3.                    | Manuel Senni ‏     | إيطاليا          | بي إم سي راسينغ               | 25 نقطة      |
| 4.                    | سيرجي تفيتكوف     | رومانيا          | Jelly Belly-Maxxis            | 24 نقطة      |
| 5.                    | Taylor Eisenhart ‏ | الولايات المتحدة | Holowesko Citadel Racing Team | 20 نقطة      |
| 6.                    | ميكيل ريم         | إستونيا          | Israel Cycling Academy        | 15 نقطة      |
| 7.                    | Kiel Reijnen ‏     | الولايات المتحدة | تريك سيغافريدو                | 15 نقطة      |
| 8.                    | ماركو كانولا      | إيطاليا          | Nippo-Vini Fantini            | 14 نقطة      |
| 9.                    | Rubén Companioni ‏ | كوبا             | Holowesko Citadel Racing Team | 11 نقطة      |
| 10.                   | برنت بوكوالتر     | الولايات المتحدة | بي إم سي راسينغ               | 11 نقطة      |
| مصدر: ProCyclingStats |                   |                  |                               |              |

### تصنيف الجبال
| تصنيف الجبال          | تصنيف الجبال          | تصنيف الجبال     | تصنيف الجبال                  | تصنيف الجبال |
| الدراج                | الدراج                | البلد            | الفريق                        | الوقت        |
| --------------------- | --------------------- | ---------------- | ----------------------------- | ------------ |
| 1.                    | سيرجي تفيتكوف         | رومانيا          | Jelly Belly-Maxxis            | 19 نقطة      |
| 2.                    | Taylor Eisenhart ‏     | الولايات المتحدة | Holowesko Citadel Racing Team | 14 نقطة      |
| 3.                    | بيتر ستيتينا          | الولايات المتحدة | تريك سيغافريدو                | 9 نقطة       |
| 4.                    | ماركو كانولا          | إيطاليا          | Nippo-Vini Fantini            | 8 نقطة       |
| 5.                    | أنطونيو مولينا (دراج) | إسبانيا          | Caja Rural-Seguros RGA        | 8 نقطة       |
| 6.                    | Manuel Senni ‏         | إيطاليا          | بي إم سي راسينغ               | 8 نقطة       |
| 7.                    | جوناثان كلارك         | أستراليا         | UnitedHealthcare              | 5 نقطة       |
| 8.                    | دانيال إيتون (دراج)   | الولايات المتحدة | UnitedHealthcare              | 5 نقطة       |
| 9.                    | بيتر مورتون (دراج)    | أستراليا         | Jelly Belly-Maxxis            | 5 نقطة       |
| 10.                   | Joseph Schmalz ‏       | الولايات المتحدة | Elevate-KHS Pro Cycling       | 5 نقطة       |
| مصدر: ProCyclingStats |                       |                  |                               |              |

## تصنيف الفرق

### الفرق حسب الوقت
| تصنيف الفرق حسب الوقت | تصنيف الفرق حسب الوقت         | تصنيف الفرق حسب الوقت    | تصنيف الفرق حسب الوقت |
| الفريق                | الفريق                        | البلد                    | الوقت                 |
| --------------------- | ----------------------------- | ------------------------ | --------------------- |
| 1.                    | كانونديل دراباك               | الولايات المتحدة         | 36 س 08 دقيقة 03 ث    |
| 2.                    | فريق الإمارات                 | الإمارات العربية المتحدة | + 1 دقيقة 21 ث        |
| 3.                    | تريك سيغافريدو                | الولايات المتحدة         | + 9 دقيقة 25 ث        |
| 4.                    | بي إم سي راسينغ               | الولايات المتحدة         | + 11 دقيقة 53 ث       |
| 5.                    | UnitedHealthcare              | الولايات المتحدة         | + 16 دقيقة 00 ث       |
| 6.                    | Caja Rural-Seguros RGA        | إسبانيا                  | + 19 دقيقة 59 ث       |
| 7.                    | Jelly Belly-Maxxis            | الولايات المتحدة         | + 25 دقيقة 04 ث       |
| 8.                    | Holowesko Citadel Racing Team | الولايات المتحدة         | + 26 دقيقة 24 ث       |
| 9.                    | رالي                          | الولايات المتحدة         | + 42 دقيقة 45 ث       |
| 10.                   | Nippo-Vini Fantini            | إيطاليا                  | + 43 دقيقة 43 ث       |
| مصدر: ProCyclingStats |                               |                          |                       |

## تصانيف فرعية

### تصنيف أفضل شاب
| تصنيف أفضل شاب        | تصنيف أفضل شاب          | تصنيف أفضل شاب   | تصنيف أفضل شاب          | تصنيف أفضل شاب     |
| الدراج                | الدراج                  | البلد            | الفريق                  | الوقت              |
| --------------------- | ----------------------- | ---------------- | ----------------------- | ------------------ |
| 1.                    | جوناتان نارفيز          | الإكوادور        | Axeon-Hagens Berman     | 12 س 08 دقيقة 39 ث |
| 2.                    | Justin Oien ‏            | الولايات المتحدة | Caja Rural-Seguros RGA  | + 14 دقيقة 16 ث    |
| 3.                    | إليك كوان               | كندا             | Silber                  | + 17 دقيقة 25 ث    |
| 4.                    | Seid Lizde ‏             | إيطاليا          | فريق الإمارات           | + 20 دقيقة 23 ث    |
| 5.                    | Alex Hoehn ‏             | الولايات المتحدة | Elevate-KHS Pro Cycling | + 20 دقيقة 56 ث    |
| 6.                    | Jean-Paul Ukiniwabo ‏    | رواندا           | رواندا                  | + 21 دقيقة 02 ث    |
| 7.                    | إدوارد أندرسون ‏         | الولايات المتحدة | Axeon-Hagens Berman     | + 21 دقيقة 11 ث    |
| 8.                    | Keegan Swirbul ‏         | الولايات المتحدة | Jelly Belly-Maxxis      | + 22 دقيقة 13 ث    |
| 9.                    | لوغان أوين              | الولايات المتحدة | Axeon-Hagens Berman     | + 24 دقيقة 12 ث    |
| 10.                   | Umberto Poli (cyclist) ‏ | إيطاليا          | Novo Nordisk            | + 25 دقيقة 05 ث    |
| مصدر: ProCyclingStats |                         |                  |                         |                    |

## وصلات خارجية
- لمحة عن سباق كولورادو كلاسيك 2017 على موقع  ProCyclingStats   (برو  سايكلنج  ستاتس) - إحصاءات  محترفي  الدراجات.

- كولورادو كلاسيك 2017 على موقع إحصائيات الدراجات الإحترافية (الإنجليزية)